# Кутаиси (аэропорт)
Аэропорт Кутаиси (груз. ქუთაისის საერთაშორისო აეროპორტი) (ИАТА: KUT, ИКАО: UGKO) — международный аэропорт в 14 км к западу от Кутаиси, Грузия. Носит имя Давида Строителя (Давида Агмашенебели). В полутора километрах от аэропорта находится железнодорожная станция «Международный аэропорт Кутаиси» (Копитнари), где с 30 апреля 2022 года останавливаются пассажирские поезда, следующие в Тбилиси, Зугдиди, Батуми, Поти и Озургети. Между станцией и аэропортом курсируют автобусы

## История аэропорта
Ранее использовался военной авиацией СССР, и носил название аэродром Копитнари. В период с 1947 по апрель 1954 года на аэродроме базировался 166-й гвардейский штурмовой авиационный Краснознаменный полк на самолётах Ил-10. В апреле 1954 года перебазировался на аэродром Марнеули (Сандар). Затем на аэродроме с 1961 года базировался 143-й бомбардировочный авиационный полк на Ил-28, Як-28 (с 1966 года) и Су-24М (с 1973 года). В 1993 году полк выведен в Морозовск.
С 1960 года аэродром используется авиацией ПВО, на нем базируется 167-й гвардейский истребительный Староконстантиновский ордена Суворова авиационный полк ПВО на самолётах МиГ-17 и Су-9. В 1976 году полк расформирован на аэродроме.
28 августа 2012 года аэропорт принял первый рейс, который осуществил грузовой Boeing 747.
Кутаисский аэропорт официально открыт 27 сентября 2012 года, с этого дня лоу-кост авиакомпания Wizz Air запустила авиарейс между Киевом и Кутаиси (Грузия).
В 2017 году аэропорт Кутаиси обслужил 405 173 пассажира. За 2018 году аэропорт Кутаиси обслужил 617 373 пассажира. В 2019 году аэропорт Кутаиси обслужил 873 616 пассажиров. В 2023 году аэропорт обслужил до 1,7 миллиона пассажиров, на 103% больше, чем годом ранее.

## Галерея

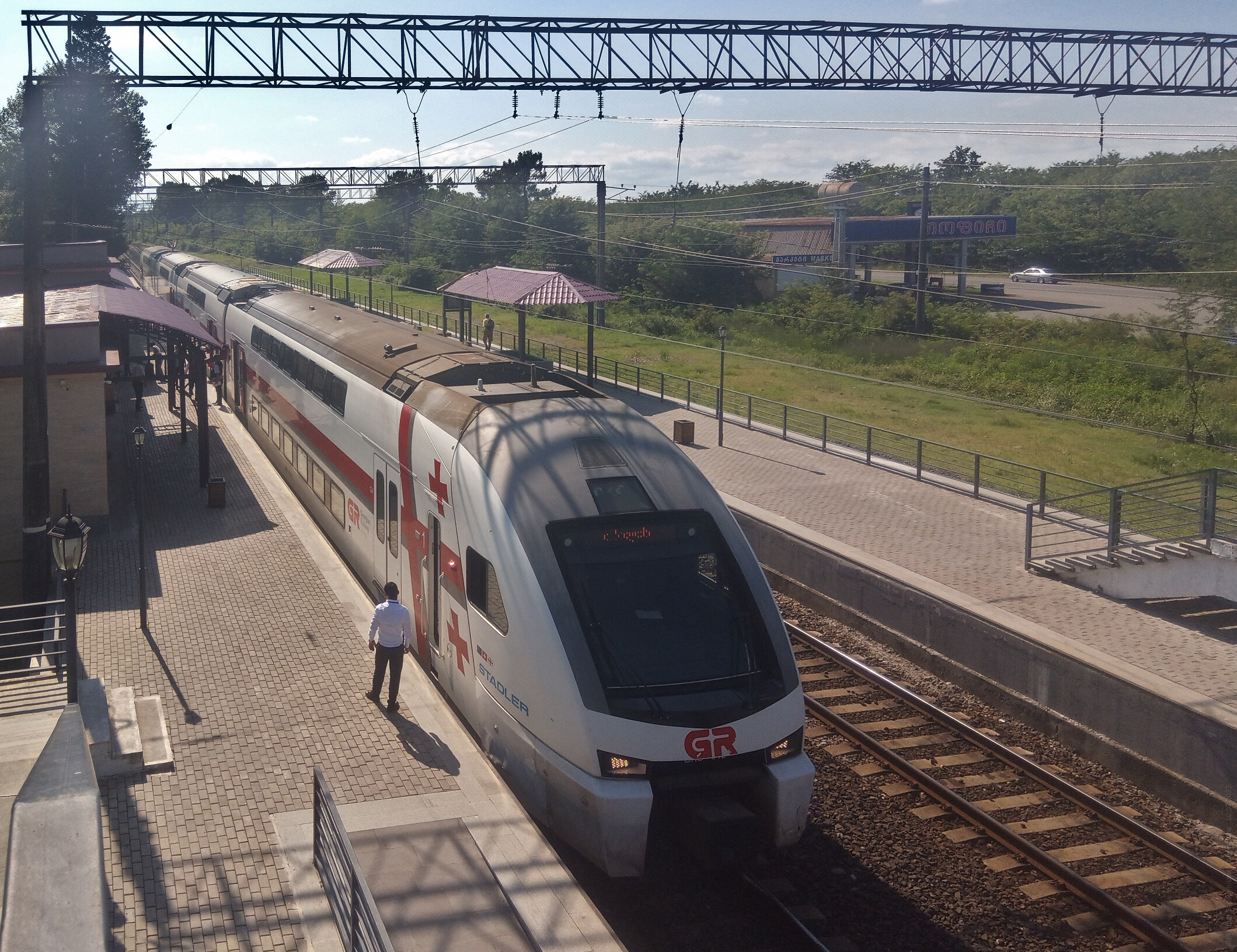
Железнодорожная станция
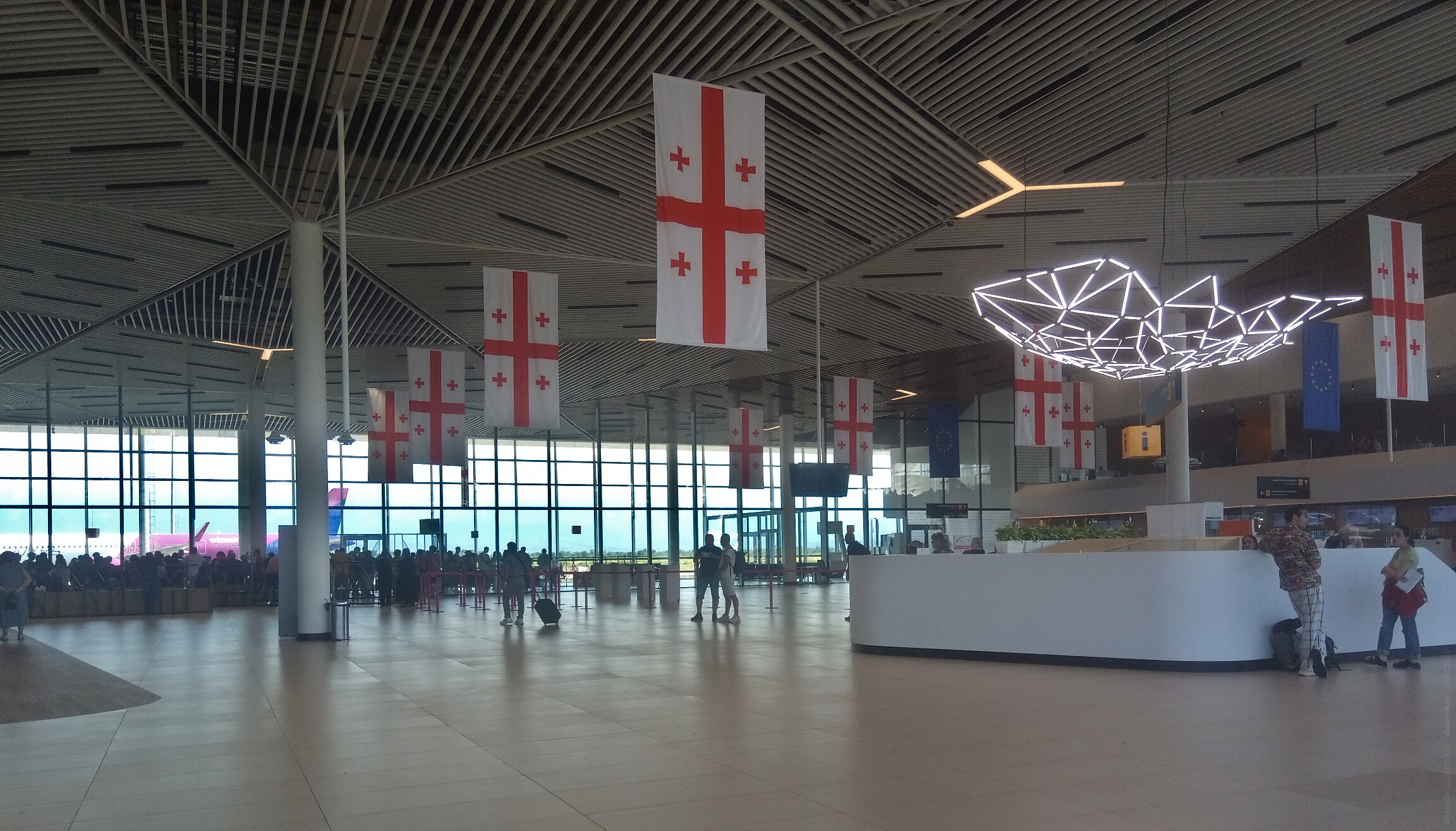
Интерьер терминала
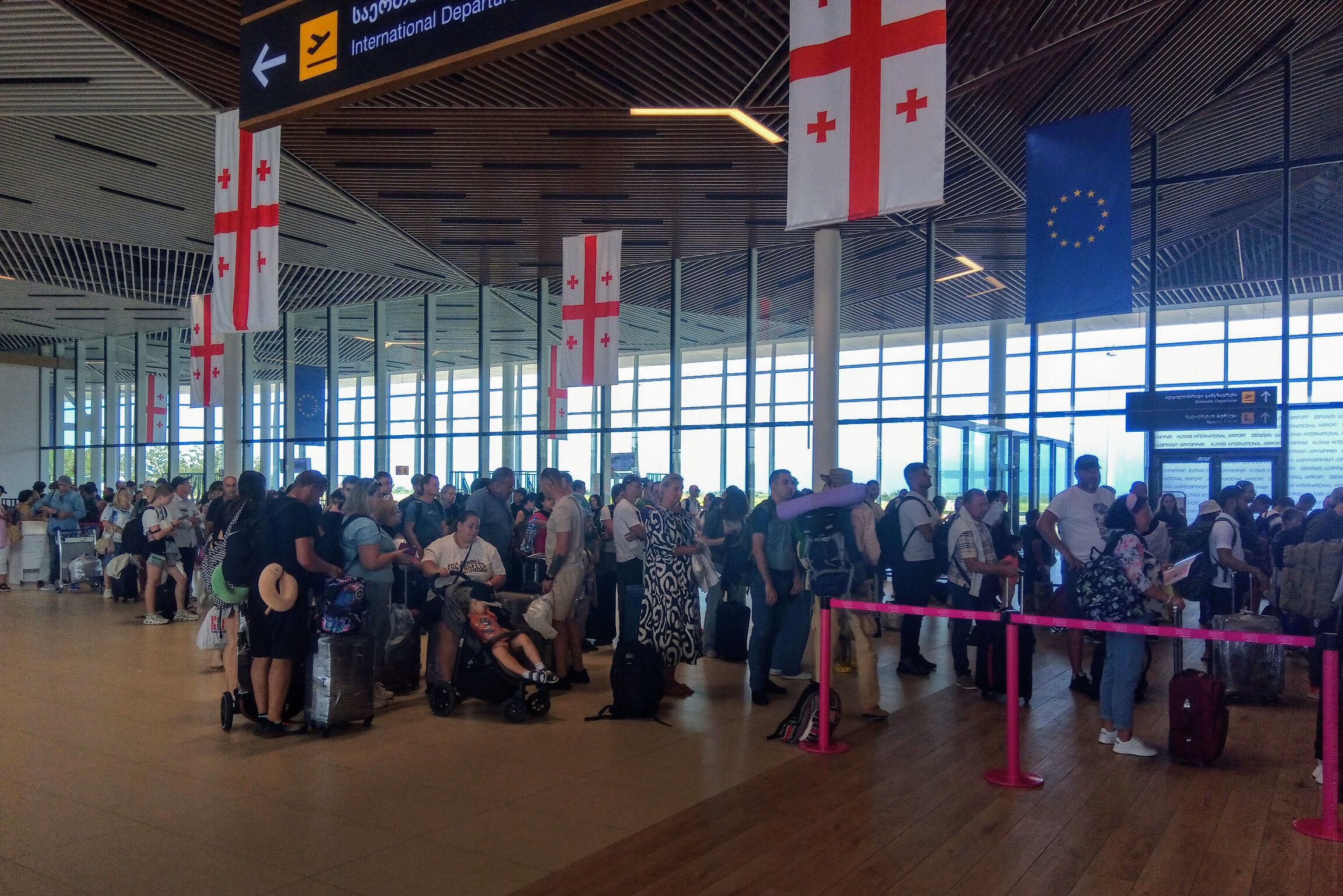
Зал вылета
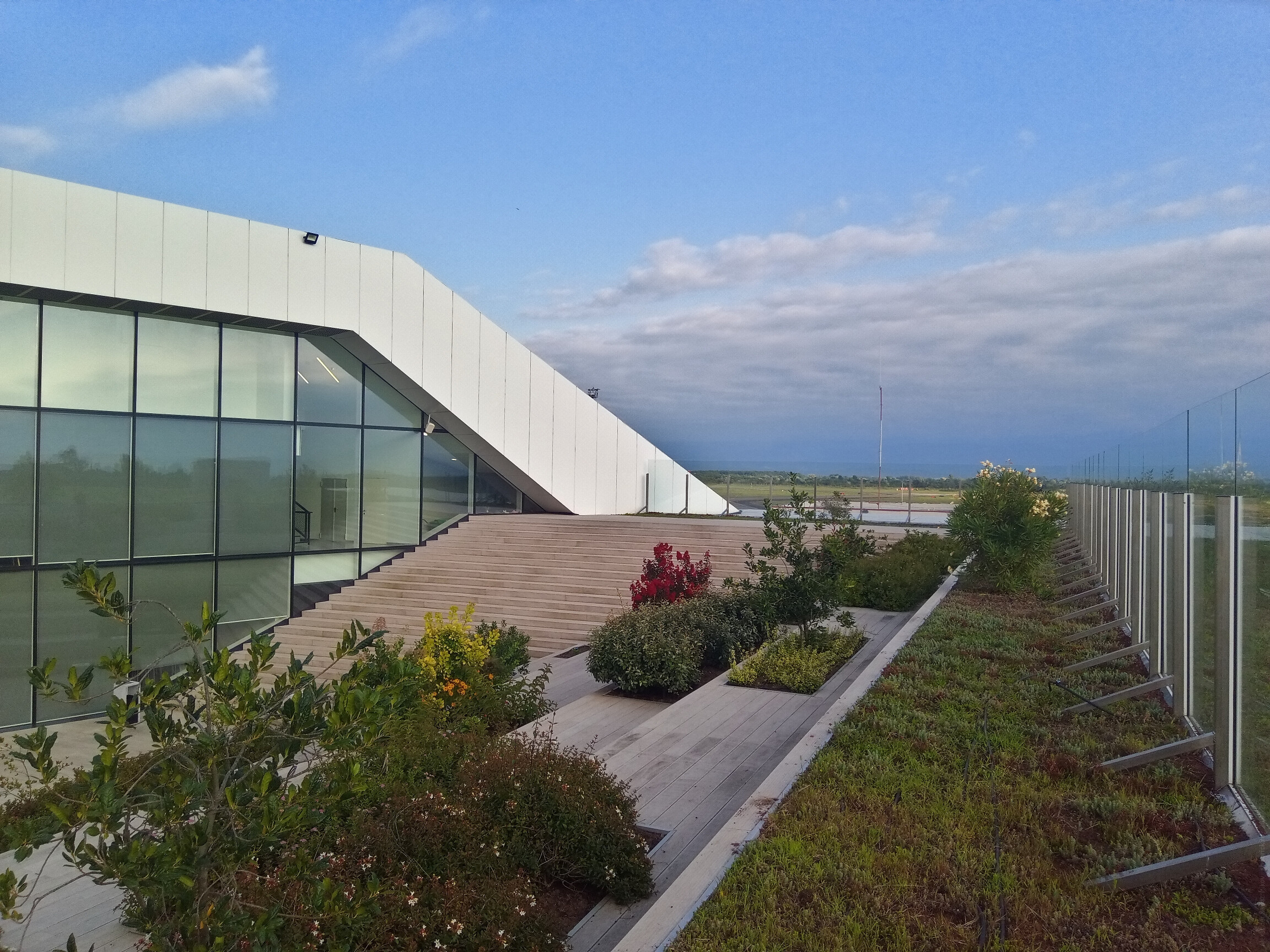
Сад с видом на лётное поле
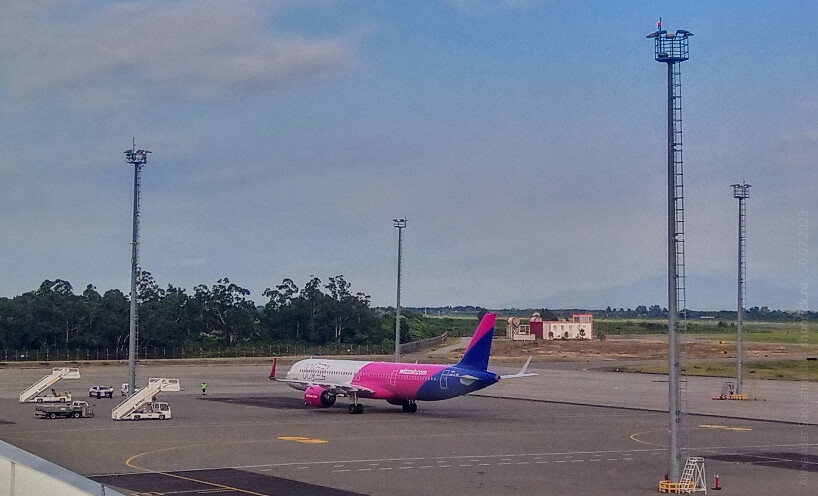
Самолёт компании Wizz Air
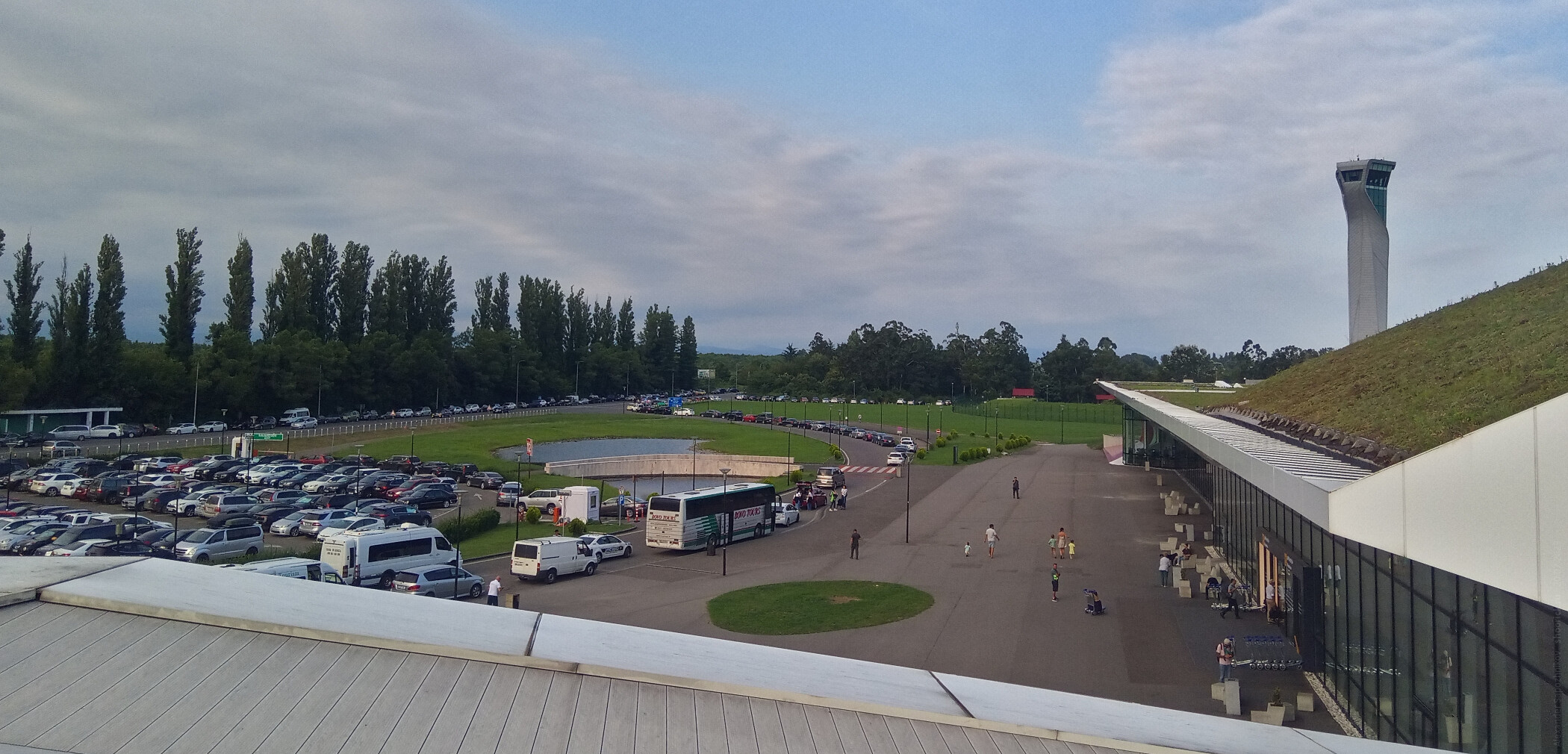
Стоянка на площади перед терминалом
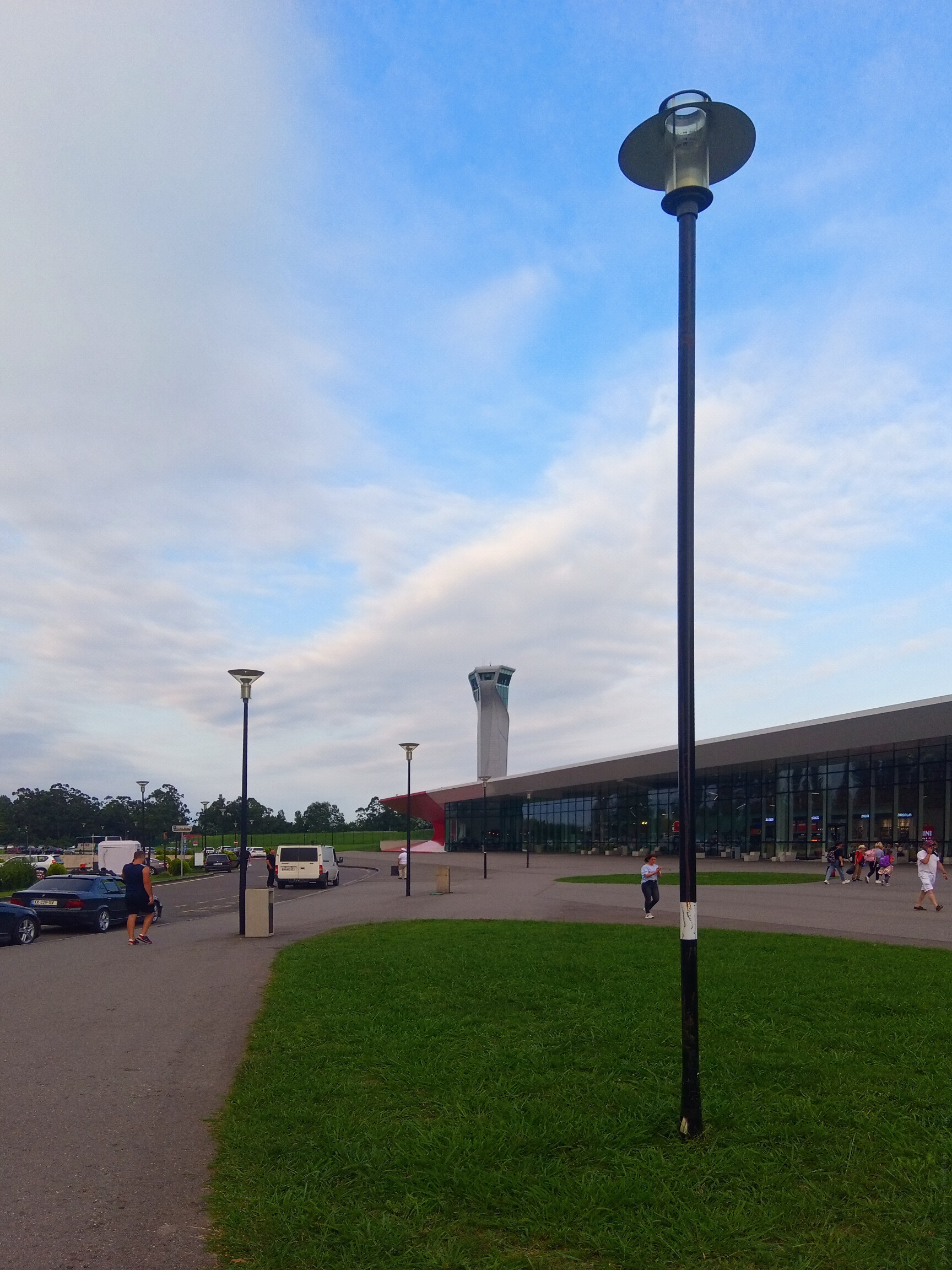
Площадь перед терминалом

## Перевозчики и пункты назначения
Red Wings                 Москва (а/п Жуковский